# Griekse parlementsverkiezingen november 1989
De verkiezingen in Griekenland in november 1989 voor de enige Kamer van het parlement werd gewonnen door Nea Dimokratia van Constantine Mitsotakis. Hij versloeg de regeringspartij PASOK van oud-premier Andreas Papandreou. Bij gebrek aan een absolute meerderheid was Mitsotakis echter niet in staat een regering te vormen, net als in juni 1989.
| Partij                                          | nov. 1989 | nov. 1989 | juni 1989 | juni 1989 | verschil | verschil | Europese Partij    |
| Partij                                          | perc.     | zetels    | perc.     | zetels    | perc.    | zetels   | Europees Parlement |
| ----------------------------------------------- | --------- | --------- | --------- | --------- | -------- | -------- | ------------------ |
| Nieuwe Democratie (ND)                          | 46.2      | 148       | 44.3      | 145       | +1.9     | +3       | EPP                |
| Panhelleense Socialistische Beweging (PASOK)    | 40.7      | 128       | 39.1      | 125       | +1.6     | +3       | PES                |
| Coalitie van Links en Vooruitgang (Synapsismos) | 11.0      | 21        | 13.1      | 28        | -2.1     | -7       |                    |
| Politieke Ecologisten                           | 0.6       | 1         | —         | —         | —        | —        |                    |
| Vertrouwen (moslimlijst)                        | 0.4       | 1         | 0.4       | 1         | 0,0      | 0        |                    |
| Lot (moslimlijst)                               | 0.2       | 1         | 0.1       | 0         | +0.1     | +1       |                    |
| Overige                                         | 0,9       | 0         | 3.0       | 1         | -2.1     | -1       |                    |
| Totaal                                          | 100.0     | 300       | 100.0     | 300       | +0.0     | +0       |                    |

- Opkomstpercentage: 80.7% (november 1989), 80.3% (juni 1989)

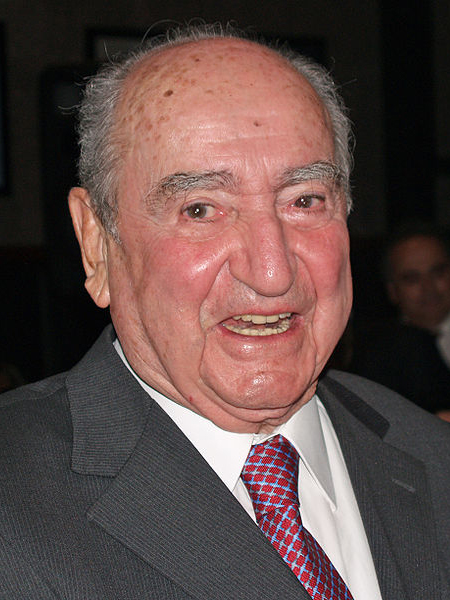
Constantine Mitsotakis (ND)
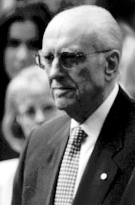
Andreas Papandreou (PASOK)
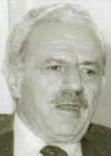
Charilaos Florakis (Synapsismos)

1950 · 1951 · 1952 · 1956 · 1958 · 1961 · 1963 · 1964 · 1974 · 1977 · 1981 · 1985 · 1989 (juni) · 1989 (nov.) · 1990 · 1993 · 1996 · 2000 · 2004 · 2007 · 2009 · 2012 (mei) · 2012 (juni) · 2015 (jan.) · 2015 (sep.) . 2019 · 2023 (mei) · 2023 (jun.)